# Combat del Tejar
El Combat del Tejar (o Sorpresa del Tejar) va ser un enfrontament lliurat el 19 de febrer del 1815, durant el transcurs de la Guerra de la Independència Argentina, entre forces d'avantguarda de l'Exèrcit del Nord (Províncies Unides del Riu de la Plata) i l'avantguarda de l'Exèrcit Reialista de l'Alt Perú, al començament de la Tercera expedició auxiliadora a l'Alt Perú. L'acció va concloure amb una victòria reialista.

## Antecedents
Després de les derrotes de l'Exèrcit del Nord a les batalles de Vilcapugio i Ayohuma l'exèrcit argentí va evacuar l'Alt Perú. El nou comandant, José Rondeau, va ordenar un nou avanç, contra l'opinió del cap de l'avantguarda, el coronel graduat Martín Miguel de Güemes, que pretenia romandre a la defensiva. Rondeau va establir la caserna general d'avantguarda a Huacalera, mentre Güemes va avançar amb les seves forces gautxes cap a Yavi, comptant amb la col·laboració del Marquès de Yavi. La dissidència pública de Güemes, qui mantenia un comandament semiautònom sobre les seves tropes, va minar el prestigi de Rondeau. Aquest va respondre reemplaçant a Güemes pel coronel Martín Rodríguez com a cap de l'avantguarda, ordenant-li que lliurés al seu successor als soldats de la Divisió Salta (els gautxos). No obstant, va obtenir una negativa amb l'argument que la divisió no era part de l'Exèrcit del Nord i no estava al comandament de Rondeau.

## El combat
Quan l'avantguarda reialista va saber que Rondeau el 3 de febrer retrocedia des de Huacalera cap a San Salvador de Jujuy, el comandant Antonio Vigil va avançar des Yavi cap a la Posta del Marquès. Rondeau va ordenar a Rodríguez que avancés sobre la Puna jujenya amb una escorta de granaders a cavall al comandament del capità Mariano Necochea per fer un reconeixement a la recerca d'una victòria que millorés el prestigi de l'exèrcit. Entre els granaders anaven els oficials: Domingo Albariños, l'alferes Gómez San Martín, i el francès Berro.
Després de dos dies de marxa, van fer una parada al lloc denominat El Tejar o Tejada, prop d'Humahuaca, a on havien d'esperar l'arribada l'endemà del capità José María Pérez d'Urdininea amb dos-cents homes que marxaven per un altre camí. La presència de les tropes patriotes va ser detectada per forces reialistes de Vigil, qui es trobava a poques llegües. El comandant Vigil comptava amb un esquadró de cent homes muntats, i va sol·licitar uns altres vuitanta a Pedro Olañeta. Després va ordenar un atac per sorpresa sobre la posició del inexpert coronel Rodríguez, qui va acampar allà sense assegurar la vigilància de la posició, de forma que van aconseguir derrota'l fàcilment. Rodríguez va ser capturat presoner juntament amb altres oficials, mentre que Necochea va resistir amb vint-i-cinc granaders a un corral de pedra fins que va aconseguir escapar sol i va portar la notícia al campament de Rondeau. Necochea va escapar en un cavall sense ensellar carregant sobre els soldats que l'assetjaven, va donar un cop de sabre a un d'ells que li va sortir al pas i va galopar perseguit durant dues llegües. Es creu que Necochea va ser l'única persona que va poder evitar caure com a presoner.
| « | En la meva vida he donat un tall igual: Crec que li vaig dividir el cap fins al coll. | » |

## Captura de Rodríguez
Martín Rodríguez va ser capturat presoner i traslladat a Santiago de Cotagaita, però el 13 de març va recobrar la seva llibertat i va ser alliberat a Yavi amb una proposta de pau del cap reialista Joaquín de la Pezuela. Aquest va rebre la contestació de Rondeau el 3 d'abril sense cap efecte més que una proposta de bescanvi de presoners. A l'esposa de Pedro Antonio Olañeta, la jujenya Josefa Raimunda de Marquiegui, li va ser permès reunir-se amb el seu marit i amb el seu germà Guillermo Marquiegui.
Miguel Otero va dir a les seves Memòries:
| « | Les tropes reialistes el van conduir fins a Cotagaita i l'hi van presentar a Pezuela. Tots dos van acordar reunir un i altre exèrcit i anar fins a Córdoba, on concorreria un altre exèrcit que havia de sortir de Xile per Mendoza. Un cop reunits havien de marxar sobre Buenos Aires a sufocar la revolució. Sota aquest pla Pezuela va donar evasió a Rodríguez, qui fingint haver-se escapat, va venir a donar compte a Rondeau, que encara es trobava a la Trencada de Jujuy, sense passar la Serralada. Però va tenir temps de sobres, perquè va transcórrer un mes o més. S'ha dit que aquesta va ser una intriga de Rondeau i Rodríguez per enganyar Pezuela, però sent més fort l'exèrcit d'aquest qui sap el que hagués enganyat i perdut! | » |